# 斯拉格霍恩
赫瑞司·史拉轟（英語：Horace Slughorn），是英國作家J·K·羅琳的兒童奇幻小說《哈利·波特》系列中的人物。史拉轟至少從1940年代起一直擔任著霍格華茲的魔藥學教授兼史萊哲林的學院導師，直至1981-1982學年退休。在他退休和佛地魔復活後，史拉轟便躲了起來，在魔法世界日益激烈的衝突中向正邪雙方隱瞞下落。

## 人物概述

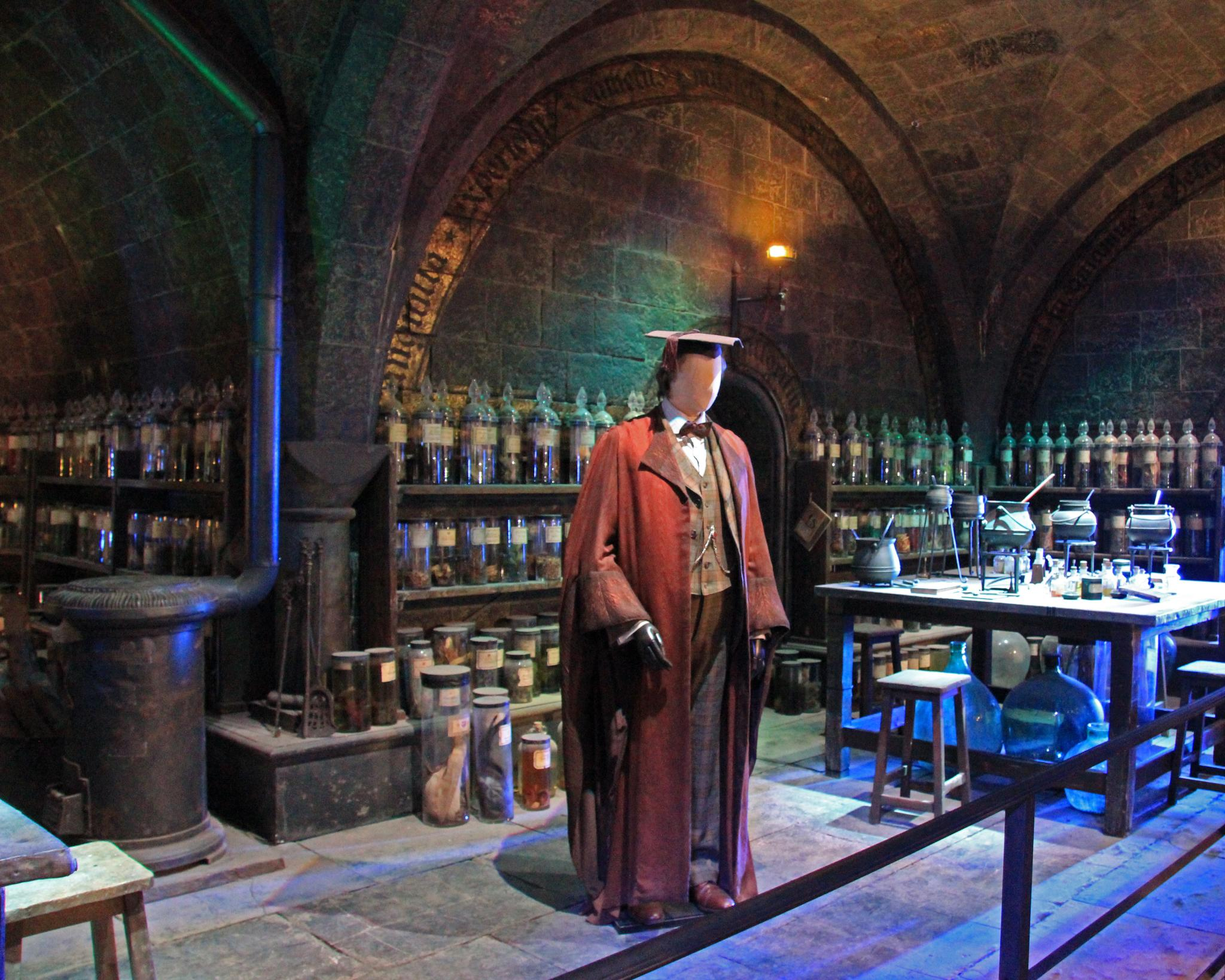
《混血王子的背叛》電影中史拉轟教授的服裝與魔藥學教室場景

赫瑞司·史拉轟是登場的新角色，也是《哈利波特》系列中，第一個積極挑戰學院刻板印象的史萊哲林角色：他雖然自私自利、卻並不卑鄙或不分是非，對哈利也很友善。更重要的是，他沒有血統歧視，重視學生的才華大於出身，每當他遇到才華洋溢的麻瓜出身巫師（如妙麗·格蘭傑），都會非常驚喜，他也多次向哈利表示莉莉·波特是他最欣賞、喜歡的學生之一。
史拉轟喜歡成為幕後的藏鏡人，透過人脈關係來獲得他想要的東西。他會邀請這些他青睞的學生（包括背景顯赫、擁有才能的學生）加入他的「史拉俱樂部」，由此建立堅實的人脈網，比如在史拉轟邀請了哈利參加霍格華茲特快車上的史拉俱樂部首次聚會。不過，史拉轟會忽略他認為不重要的學生，彷彿他們不在場一樣。此外，史拉轟因為間接協助年輕的湯姆·瑞斗完成一些惡名昭彰的魔法而感到羞恥，例如瑞斗曾向史拉轟詢問分靈體的事。
在，由於桃樂絲·恩不里居在眾多非議下離開了霍格華茲，校內多了一個空缺的教職，阿不思·鄧不利多把賽佛勒斯·石內卜調任為黑魔法防禦術教授，打算讓史拉轟重回教職。他找到了史拉轟，並以哈利·波特作為誘因，說服他重返魔藥學教授的職位。隱居在家的史拉轟在發現有人在午夜時分來訪後，精心設計了一個兇殺現場，並把自己變成了一把鼓鼓囊囊的扶手椅。看到這個「現場」非常驚恐的哈利，以為食死人曾經到過那裡並把史拉轟帶走了。不過鄧不利多輕易發現了破綻，史拉轟不得不現出原形。史拉轟剛開始很不情願回到霍格華茲，但鄧不利多與哈利再三強調學校已經加強安全措施，他才願意再次接下教職。哈利一度以為史拉轟是新任的黑魔法防禦術教授，直到鄧不利多在開學晚宴上正式宣布該學年的教授變動才得知真相。
史拉轟將進階魔藥學課程的選修要求從「O（優秀）」降低至「E（超乎期待）」。最後一刻的更改讓哈利與榮恩得以選修超勞巫測魔藥學課程。哈利並未想到會獲准選修魔藥學，因此他沒有準備必要的教材，史拉轟於是借給他一本舊教科書，直到哈利有屬於自己的課本。第一堂課上，史拉轟給調製出最好的一飲活死水的學生一小瓶幸運魔藥福來福喜當獎勵。哈利靠著舊教科書上的手寫筆記獲勝，但他不知道的是，這本教科書曾經屬於石內卜。後來，哈利從華麗與污痕書店買了一本全新的《進階魔藥調配學》，調換了封面後歸還新課本。
當榮恩成為愛情魔藥的犧牲品時，史拉轟調配了解毒劑給榮恩服用，但榮恩隨後喝了一口有毒的蜂蜜酒後差點喪命，史拉轟不知道蜂蜜酒是跩哥·馬份為了殺害鄧不利多而下毒的瓶子。哈利使用福來福喜從史拉轟那裡套出一段記憶，當中詳細描述了教授與瑞斗之間關於分靈體的對話，以及創造多個分靈體的可能性。此外，史拉轟在取得珍稀的魔法物品上有些小聰明。
在裡，史拉轟短暫出現，與其他教授集結跟眾食死人對戰。當石內卜成為霍格華茲的校長後，史拉轟再次擔任史萊哲林學院導師。最初史拉轟對參與霍格華茲大戰猶豫不決，但是他並沒有逃跑，而是招募了大量的援軍為霍格華茲而戰。最終，他鼓起勇氣與麥米奈娃、金利·俠鉤帽一起跟佛地魔決鬥。

## 電影
在哈利波特系列電影中，赫瑞司·史拉轟由演員占·博班特飾演。博班特形容這個角色是「一個迷人又多采多姿的人物」，然而「他的過去存在一個邪惡的秘密」。《混血王子的背叛》電影的服裝設計師珍妮·泰明則把這個角色的形象設想為一個古怪的英國紳士。